# Polittico di Ponteranica
Il Polittico di Ponteranica è una serie di sei dipinti a olio su tavola di Lorenzo Lotto, datato 1522 e conservato nella chiesa di San Vincenzo e Sant'Alessandro a Ponteranica (provincia di Bergamo). L'opera è firmata e datata "L. Lotus / 1522" (ultima cifra poco leggibile ma i restauri del 2011 a cura della Fondazione Creberg hanno permesso di individuare la data sicura di esecuzione della pala rimasta finora controversa: la data che si legge è 1522»). 

## Storia
La pala, destinata alla parrocchiale del piccolo centro all'imbocco della Val Brembana, venne commissionata a Lotto dalla Scuola del Corpo di Cristo, patrona dell'altare a cui era destinato. Non era certo facile avere un lavoro eseguito dal Lotto quando a Bergamo era tanto desiderato, ma l'artista aveva conosciuto Giovanni Belli che lavorando per il consorzio della Misericordia Maggiore, aveva firmato il suo contratto per le tarsie in santa Maria Maggiore di Bergamo, ed era anche eletto tra i sindaci della parrocchia di Ponteranica,  del 15 aprile 1520. Il Belli aveva quindi conosciuto Lorenzo Lotto durante la commissione delle tarsie, e il pittore aveva preso il figlio Giuseppe a lavorare presso la sua bottega. Tutto questo favorì l'incarico del polittico al pittore veneziano. L'intagliatore di Ponteranica seguirà l'artista anche nella realizzazione degli ultimi suoi lavori.
Non si conosce la documentazione sulla commissione, ma si sa che lavori preliminari di carpenteria per la realizzazione della struttura lignea vennero avviati nel 1518, e che nel 1521 venne commissionata la doratura della cornice a Pietro de Maffeis di Zogno, che doveva essere ultimata per la Pasqua dell'anno successivo, rimane quindi confermata la data della realizzazione del polittico, la cui forma un poco antiquata, dovette essere richiesta esplicitamente dai confratelli. Per molto tempo si è ritento che la parte superiore fosse stata eseguita in un periodo successivo, ma non vi è documentazione ne motivo di pensare che l'ancora finita e posizionata fosse mancante della sua parte superiore. L'ancona originaria è stata perduta, quella nuova ha misure differenti, che purtroppo hanno richiesto un adattamento dei diversi pannelli non più corrispondenti alla loro posizione originale.
Non si sa se a quella data i contatti con Lotto fossero già stati presi. Un'ipotesi credibile è che l'artista, già a Bergamo fino al 1526, dovette entrare in contatto con la confraternita, forse fornendo qualche tavola. Gli anni successivi alla realizzazione del polittico lo videro impegnato in altri impegni cittadini (come la Cappella Suardi) e la realizzazione dei disegni per le Tarsie del coro di Santa Maria Maggiore di Bergamo e per la partenza per Venezia (1527), e che forse solo dalla città lagunare, inattivo per l'ostilità della cultura ufficiale, completò il lavoro spedendo via via i disegni di queste ultime.

## Descrizione e stile

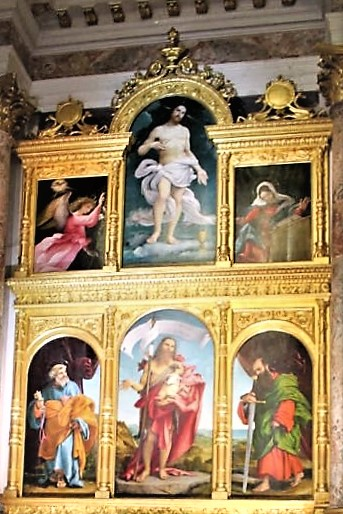
Polittico del Corpo di Cristo di Lorenzo Lotto per la chiesa dei Santi Vincenzo e Alessandro nella nuova ancona

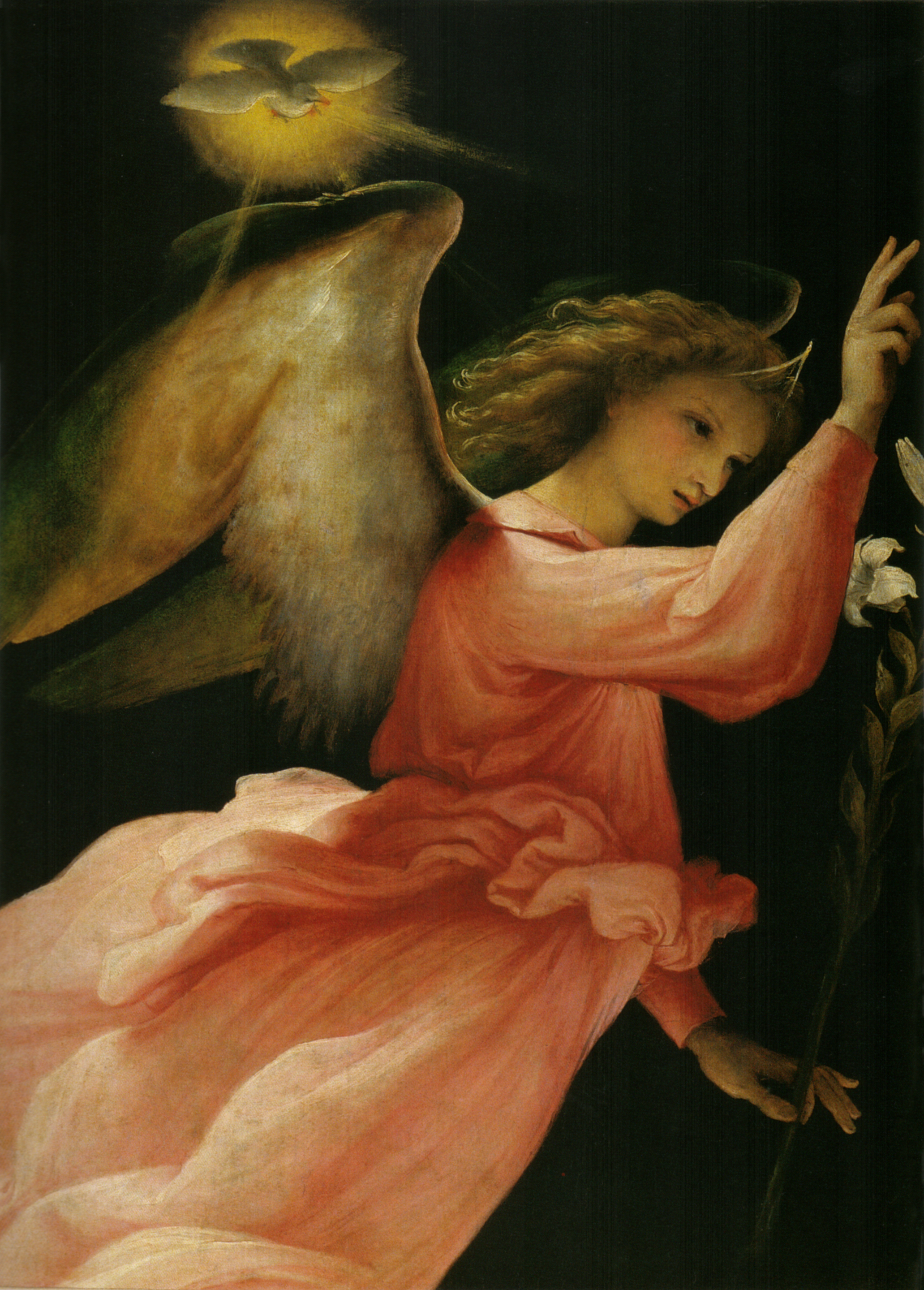
L'Angelo

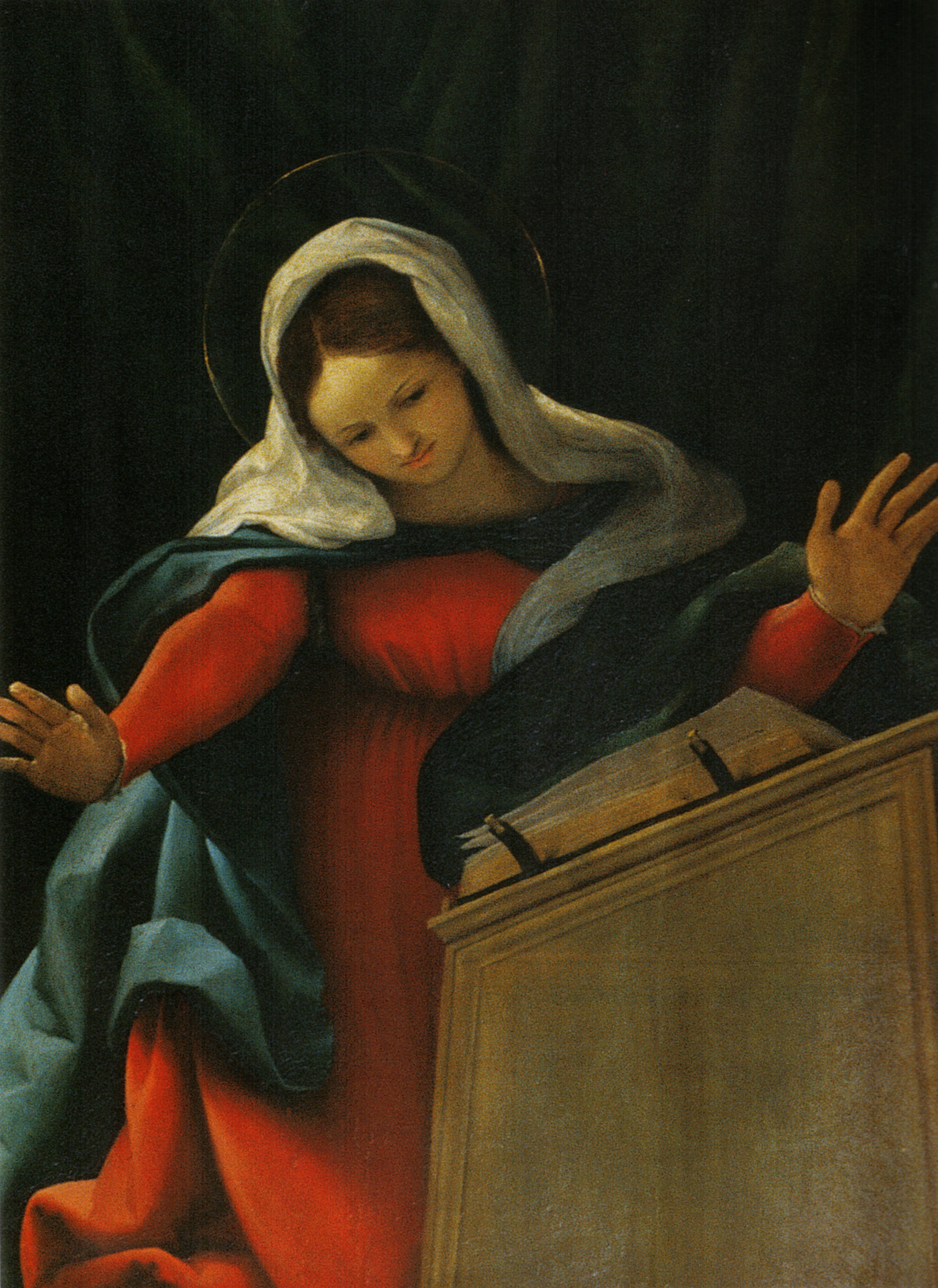
La Vergine

La cornice che accoglie i pannelli non è quella originale ormai persa, ma è stata realizzata da Giacomo Manzoni su disegno di Virginio Muzio nel 1902. Le dimensioni sono leggermente variate da quella iniziale, questo non permette ai dipinti di collegarsi perfettamente come doveva essere la realizzazione originale del Lotto.
Il pannello centrale dove è raffigurato san Giovanni Battista, è sicuramente stato abbassato, eliminando parte della pietra su cui posta i piedi il santo, il paesaggio sullo sfondo non è più continuativo con i dipinti laterali. Questa nuova soluzione ha sicuramente tolto quell'immagine di grandezza che doveva avere il Giovanni Battista rispetto ai due santi laterali.
La Scuola del corpo di Cristo che aveva commissionato il polittico, voleva che venisse rappresentato il Corpo di Cristo come mezzo per la redenzione attraverso la passione, la scelta di raffigurare il Cristo dalle cui piaghe, frutto del martirio, si versa il sangue nel calice era già stata ripresa da Giovanni Bellini nel 1460, e da Vittore Carpaccio nel 1496, ma Lotto raffigura un Cristo risorto, dove la croce non è altro che un segno luminoso posto sul suo capo, e che versa il frutto del suo martirio come unico mezzo per la redenzione degli uomini.
Il polittico è composto da sei scomparti, tre superiori e tre inferiori, con un'impostazione non molto dissimile dal Polittico Averoldi di Tiziano. Nel primo registro si trovano i seguenti pannelli:
- San Pietro, 118x57 cm
- San Giovanni Battista, 135x70 cm
- San Paolo, 118x57 cm

In quello superiore:
- Angelo annunciante, 75x35 cm
- Cristo Redentore, 135x70 cm
- Vergine annunciata, 75x35 cm

Il Battista, titolare dell'altare, si trova al centro in posizione preminente nella parte inferiore, con due vistosi cartigli che riportano alcune tipiche frasi che lo identificano: "Ego Vox clamantis in deserto / Parate Viam Domini" e "Ecce Agnus Dei". La roccia su cui è posizionato presenta la datazione e la firma del Lotto, purtroppo l'anno termina in una fenditura del legno della cornice, risultando per tanto tempo di incerta interpretazione, fino ai restauri del 2011 che hanno confermato l'anno 1522. 
 Tiene tra le braccia l'agnello e porge la mano destra a san Pietro posto nel dipinto alla sua destra.
I pannelli laterali sono uniti spazialmente, da un medesimo paesaggio e con due tendaggi che si aprono teatralmente: la cornice originale, perduta, doveva evidenziare maggiormente l'effetto di sfondamento prospettico. Nel velluto del pesante tendaggio si notano gli influssi della scuola bresciana, in particolare del Savoldo. 
I pannello al centro in alto è un esplicito riferimento alla devozione della confraternita, con Cristo in piedi su una nuvola, coperto da un vaporoso perizoma bianco, il cui sangue delle ferite finisce dentro al calice eucaristico. La fisicità di Gesù ricorda da vicino il Cristo-vite dell'Oratorio Suardi realizzato due anni dopo. 
Ai lati si trova una toccante Annunciazione, divisa sui due pannelli minori e scorciata per una vista dal basso. Su uno sfondo scuro, appena rischiarato dall'apparizione della colomba dello Spirito Santo, le due figure si stagliano luminose e vibranti.
Il polittico termina con una predella che comprende cinque tavole raffiguranti “Cristo risorto”, “Cristo nel limbo tra due angeli”, una “apparizione di Cristo tra i discepoli”. Erano state considerate lottesche fino al 1895 quando vennero assegnate a Giovanni Cariani. Risulta che tale predella venne allegata al polittico solo nel 1816 e che faceva parte di un tabernacolo, questo esclude che ci fossero rapporti diretti tra i due pittori che operarono in Bergamo nel medesimo periodo ma che eseguirono lavori di fattura molto differente.